# Jonas Benson Okoye
Jonas Benson Okoye (ur. 25 stycznia 1963 w Kadunie) – nigeryjski duchowny katolicki, biskup Nnewi od 2022.

## Życiorys

### Prezbiterat
Święcenia kapłańskie otrzymał 29 sierpnia 1992 i został inkardynowany do diecezji Awka. Pracował głównie jako duszpasterz parafialny, współpracując jednocześnie z diecezjalnym trybunałem kościelnym. W latach 1997–2002 pełnił funkcję zastępcy wikariusza sądowego, a w latach 2007-2014 wikariusza.

### Episkopat
30 maja 2014 papież Franciszek mianował go biskupem pomocniczym diecezji Awka, ze stolicą tytularną Masclianae. Sakry udzielił mu 29 sierpnia 2014 nuncjusz apostolski w Nigerii – arcybiskup Augustine Kasujja.
9 listopada 2021 został mianowany biskupem ordynariuszem diecezji Nnewi. 